# Stemma di Zagabria
Lo stemma di Zagabria (Grb Zagreba in croato) è lo stemma della capitale croata Zagabria, adottato nel XVIII secolo.

## Descrizione
Lo stemma è formato da uno scudo su cui si trova una collina verde, sopra la quale è posta una fortezza bianca a tre torri. La fortezza è dotata di un cancello e di una saracinesca gialli. 
Sulla parte superiore dello stemma, di tonalità blu, si trovano, a sinistra, una stella gialla a sei punte, e, a destra, una mezzaluna crescente argentata.